# Château de Barbezières
Le château de Barbezières est situé sur la commune de Barbezières dans le département de la (Charente) en France.

## Historique
La plus ancienne mention du seigneur de Barbezières date de 1303 quand il est sommé par Philippe le Bel de se rendre aux armées. La forteresse de Barbezières a été détruite durant la guerre de Cent Ans et une demeure est construite à quelques centaines de mètres au début du XVe siècle.
Barbezières relevait de Marcillac pour la haute justice et n'avait que des droits de moyenne et basse justice.
Au décès de Charles de Barbezières en 1666, terre et château sont vendus. Ils passeront entre diverses mains, aux Brouillac, aux Babin, aux d'Escoubleau de Sourdis, puis aux Faure de Rencureau. Le château menaçait ruine en 1699. Les toitures seront refaites, mais au début du XXe siècle les toitures s'écroulent et il faudra attendre 1981 pour que le château soit acheté et sauvé de la ruine.
Le château de Barbezières a été inscrit monument historique le 27 février 1925.

## Architecture
Le château de Barbezières se compose d'un corps de logis rectangulaire à un étage, toiture à deux pans avec à une extrémité une grosse tour ronde coiffée d'une poivrière côté jardin et une petite tour carrée située au milieu de la façade renfermant un escalier à vis en pierre. Les toitures sont couvertes de tuiles plates,.
La tour ronde offre des fenêtres à meneaux et à moulures. Le château renferme des cheminées du XVe siècle.